# Tyler Blackett
Tyler Nathan Blackett (Manchester, 2 april 1994) is een Engels-Jamaicaans voetballer die bij voorkeur als verdediger speelt.

## Clubcarrière
Blackett werd op achtjarige leeftijd opgenomen in de jeugdopleiding van Manchester United. Dat verhuurde hem op 1 november 2013 voor twee maanden aan Blackpool. De volgende dag debuteerde hij daarvoor in het betaald voetbal in de Championship, tegen Nottingham Forest. Manchester verhuurde Blackett op 31 januari 2014 aan Birmingham City. Een dag later debuteerde hij voor The Blues tegen Derby County.
Blackett was een van de jongeren die de toen net aangetreden Manchester-coach Louis van Gaal in 2014 meenam op de pre-season tour van Manchester United in de Verenigde Staten. Op 23 juli 2014 viel hij na rust in tijdens een wedstrijd tegen Los Angeles Galaxy, die met 0–7 werd gewonnen. Blackett maakte op 16 augustus 2014 op de eerste speeldag van het seizoen 2014/15 zijn officiële debuut in het eerste elftal van Manchester United in een Premier League-wedstrijd tegen Swansea City. Hij speelde de volledige wedstrijd, die met 1–2 verloren ging.
Blackett verlengde in februari 2015 zijn contract in Manchester tot medio 2017, met een optie voor nog een seizoen. De club verhuurde hem in augustus 2015 voor een jaar aan Celtic. Op 12 september 2015 maakte Blackett zijn debuut voor Celtic in het competitieduel tegen Aberdeen FC (2–1 nederlaag): hij startte in het basiselftal als centrale verdediger naast de Belg Dedryck Boyata (centrum) en Charlie Mulgrew (linksback).

## Carrièrestatistieken
| Seizoen | Club              | Land              | Competitie           | Competitie | Competitie | FA Cup | FA Cup | League Cup | League Cup | Community Shield | Community Shield | Europees | Europees | Totaal | Totaal |
| Seizoen | Club              | Land              | Competitie           | Wed.       | Dlp.       | Wed.   | Dlp.   | Wed.       | Dlp.       | Wed.             | Dlp.             | Wed.     | Dlp.     | Wed.   | Dlp.   |
| ------- | ----------------- | ----------------- | -------------------- | ---------- | ---------- | ------ | ------ | ---------- | ---------- | ---------------- | ---------------- | -------- | -------- | ------ | ------ |
| 2013/14 | → Blackpool       | Vlag van Engeland | The Championship     | 5          | 0          | 0      | 0      | 0          | 0          | —                | —                | —        | —        | 5      | 0      |
| 2013/14 | → Birmingham City | Vlag van Engeland | The Championship     | 8          | 0          | 0      | 0      | 0          | 0          | —                | —                | —        | —        | 8      | 0      |
| 2014/15 | Manchester United | Vlag van Engeland | Premier League       | 11         | 0          | 1      | 0      | 0          | 0          | —                | —                | —        | —        | 12     | 0      |
| 2015/16 | Celtic FC         | Vlag van Engeland | Scottish Premiership | 3          | 0          | —      | —      | —          | —          | —                | —                | 3        | 0        | 6      | 0      |
| TOTAAL  | TOTAAL            | TOTAAL            | TOTAAL               | 27         | 0          | 1      | 0      | 0          | 0          | 0                | 0                | 3        | 0        | 31     | 0      |

## Interlandcarrière
Blackett kwam uit in de jeugdelftallen Engeland –16, Engeland –17, Engeland –18 en Engeland –19, waarvoor hij elk twee interlands speelde. Op 9 september 2014 maakte hij op twintigjarige leeftijd zijn debuut in het Engels voetbalelftal onder 21, het hoogste jeugdniveau.